# المصرف التجاري السوري
يعتبر أقدم المؤسسات المصرفية العاملة في سورية، أحدث بموجب المرسوم التشريعي رقم /913/ تاريخ 29/10/1966، وتم تأسيسه في عام 1967 نتيجة تأميم ودمج خمسة مصارف وهي مصرف الشرق العربي ومصرف الوحدة العربية وأمية وسورية والمهجر ومصرف العالم العربي، وكان الهدف من تأسيسه تمويل النشاط الاقتصادي والتجاري السوري الداخلي والخارجي.

## ملكية البنك
بلغ رأسمال المصرف عند إحداثه 150 مليون ليرة سورية، ثم زيد رأسماله إلى أربعة مليارات ليرة سورية بموجب القرار رقم /7/ الصادر بتاريخ 15/8/1998، إلى أن أصبح رأسماله سبعين مليار دولار بموجب المرسوم التشريعي الصادر برقم /35/ للعام 2006.
ويستأثر المصرف التجاري السوري بوضع احتكاري ضمن النشاط المصرفي الإجمالي السوري، حيث تقدر حصته من إجمالي الميزانية العمومية للقطاع المصرفي بأكمله بنحو 80% ويستحوذ على أكثر من 70% من نشاط الإيداع والإقراض في السوق المحلي، كما أحتل المركز 605 ضمن أكبر ألف مصرف في العالم للعام 1999 بالدراسة التي جيد أجرتها مجلة (Bankers).

## غايات البنك وأهدافه
يقدم المصرف التجاري السوري التسهيلات المصرفية بالليرات السورية والعملات الأجنبية، وتشمل هذه التسهيلات حسم السندات التجارية والقروض بأنواعها كالقروض السكنية والمهنية، وقروض السيارات والحسابات الجارية المدينة، والاعتمادات المستندية، والكفالات المصرفية، بالإضافة إلى تقديمه الخدمات المصرفية التقليدية من قبول الودائع بالعملات المختلفة وشراء وبيع العملات الأجنبية، واستقبال الحوالات وإصدار البطاقات الائتمانية بأنواعها المختلفة وتأجير الصناديق الحديدية.

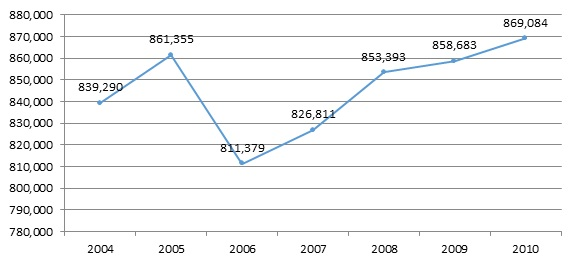
تطور موجودات المصرف التجاري السوري بين عامي (2004، 2010)

وقد شهدت موجودات المصرف التجاري تطوراً ملحوظاً في السنوات الماضية كما يوضح الشكل البياني، فقد بلغت قيمة هذه الموجودات 869 مليار ليرة سورية عام 2010، وتشكل ما نسبته 39.6% من مجمل موجودات القطاع المصرفي السوري البالغة 2192 مليار ليرة لنفس العام، كما بلغت ودائعه 393.5 مليار ليرة عام 2010 تشكل ما نسبته 28.3% من مجمل ودائع المصارف السورية للعام نفسه.

## مجلس الإدارة
يتكون مجلس الإدارة من تسعة أعضاء وهم:
1. الدكتور عبد الرحمن مرعي - رئيساً لمجلس الإدارة.
2. السيد فراس سلمان – المدير العام ونائباً لرئيس مجلس الإدارة.
3. السيدة ميساء كديمي – عضواً.
4. السيدة جمانة قصار – عضواً.
5. السيد شاهر شموط – عضواً.
6. الدكتور غسان فلوح – عضواً.
7. الدكتور إلياس حداد – عضواً.
8. السيد حسام منصور– عضواً ممثل عن العمال.
9. السيدة لينا رمضان – عضواً ممثل عن العمال.

## وصلات خارجية
لمزيد من المعلومات يرجى زيارة المواقع التالية:
- مصرف سورية المركزي.
- وزارة المالية السورية.
- سوق دمشق للأوراق المالية.
- الحوكمة الإلكترونية السورية.
- موقع Economist.
- الشبكة العربية المصرفية.
- اتحاد المصارف العربية.
- شام كابيتال.
- موقع eSyria.
- موقع Syria Steps.
- المصرف التجاري السوري البناني.
- الوكالة العربية السورية للأنباء